# Pirot
Pirot je mesto v Srbiji, ki je središče istoimenske občine, slednja pa je del Pirotskega upravnega okraja.

## Geografska lega in zgodovina
Območje mesta Pirot je na severu in severovzhodu obdano s Staroplaninskimi gorami, z najvišjim vrhom Midžor (2.169 m n. v.). Južni in jugozahodni rob Pirotske kotline sestavljajo odseki Vlaške planine (1.442 m n. v.) in Suve planine (1.809 m n. v.), medtem ko severozahod obdajajo razvejani deli Svrljiške planine (1.334 m n. v.).
Skozi to območje je v antiki potekala pomembna cesta, znana kot Via Militaris (vojaška cesta), kasneje imenovana Carigrajska cesta. Mesto je skozi različna zgodovinska obdobja imelo različna imena – v času Rimskega cesarstva, v 3. in 4. stoletju, se je imenovalo Turres (stolp). Kasneje je bilo znano tudi kot Pirgos, Thurib, Momčilov grad in Kale. Arheološke raziskave v osrednjem delu Pirota so pokazale, da je bilo tam naselje že pred 5.000 leti. Nadaljnja raziskovanja v območju starega mestnega jedra so razkrila sledi iz eneolitika, železne dobe, antike, zgodnje Bizantine in srednjega veka.

## Sodobni pomen in turizem
Danes je Pirot mesto z enakim pomenom, kot ga je imel v preteklosti. Občina Pirot je ena največjih po površini v Srbiji in ima po popisu iz leta 2011 skupno 57.552 prebivalcev. Samo mesto Pirot je največje naselje v regiji in središče Pirotskega okrožja, ki obsega štiri občine.
Mesto Pirot skupaj s turističnima destinacijama Stara planina in posebnim naravnim rezervatom Jerma spada v III. kategorijo turističnih krajev, s skupno površino več kot 1.000 km².
Turistična ponudba Pirota in njegove okolice vključuje naravne znamenitosti, kot so Naravni park Stara planina, posebni naravni rezervat Jerma, slapovi, reke, jezera, kanjoni, soteske in jame. Poleg naravnega bogastva regija izstopa tudi po kulturni dediščini, tradiciji in običajih, pirotskem narečju, izdelavi prepoznavnih pirotskih preprog, elementih nacionalne nesnovne kulturne dediščine Srbije, srednjeveški trdnjavi Momčilov grad, Muzeju Ponišavlja, kamniti vasi Gostuša in številnih drugih, ter jedeh, kot so pirotski kačkavalj, džubek, pirotska peglana klobasa, staroplaninska jagnjetina, med, sir, domače vino in rakije.

## Demografija
V Pirotu je ob popisu 2002 živelo 32.414 polnoletnih prebivalcev, pri čemer je bila njihova povprečna starost 38,7 let (38,1 pri moških in 39,2 pri ženskah). Naselje je imelo 13.737 gospodinjstev, pri čemer je bilo povprečno število članov na gospodinjstvo 2,96.
|  | 11868 | 13175 | 18415 | 29298 | 36293 | 40267 | 40678 | 38785 | 34942 |
|  | 1948  | 1953  | 1961  | 1971  | 1981  | 1991  | 2002  | 2011  | 2022  |

Glede na rezultate popisa iz leta 2002 je to naselje večinoma srbsko.
| Etnična sestava po popisu iz leta 2002 | Etnična sestava po popisu iz leta 2002 | Etnična sestava po popisu iz leta 2002 | Etnična sestava po popisu iz leta 2002 | Etnična sestava po popisu iz leta 2002 |
| -------------------------------------- | -------------------------------------- | -------------------------------------- | -------------------------------------- | -------------------------------------- |
| Srbi                                   | Srbi                                   |                                        | 37.749                                 | 92,79%                                 |
| Romi                                   | Romi                                   |                                        | 1.562                                  | 3,83%                                  |
| Bolgari                                | Bolgari                                |                                        | 326                                    | 0,80%                                  |
| Jugoslovani                            | Jugoslovani                            |                                        | 170                                    | 0,41%                                  |
| Makedonci                              | Makedonci                              |                                        | 60                                     | 0,14%                                  |
| Goranci                                | Goranci                                |                                        | 56                                     | 0,13%                                  |
| Hrvati                                 | Hrvati                                 |                                        | 44                                     | 0,10%                                  |
| Črnogorci                              | Črnogorci                              |                                        | 27                                     | 0,06%                                  |
| Albanci                                | Albanci                                |                                        | 12                                     | 0,02%                                  |
| Slovenci                               | Slovenci                               |                                        | 9                                      | 0,02%                                  |
| Muslimani                              | Muslimani                              |                                        | 9                                      | 0,02%                                  |
| Madžari                                | Madžari                                |                                        | 8                                      | 0,01%                                  |
| Rusi                                   | Rusi                                   |                                        | 4                                      | 0,00%                                  |
| Ukrajinci                              | Ukrajinci                              |                                        | 2                                      | 0,00%                                  |
| Romuni                                 | Romuni                                 |                                        | 2                                      | 0,00%                                  |
| Nemci                                  | Nemci                                  |                                        | 2                                      | 0,00%                                  |
| Slovaki                                | Slovaki                                |                                        | 1                                      | 0,00%                                  |
| Rusini                                 | Rusini                                 |                                        | 1                                      | 0,00%                                  |
| Bunjevci                               | Bunjevci                               |                                        | 1                                      | 0,00%                                  |
| Neznano                                | Neznano                                |                                        | 291                                    | 0,71%                                  |